# Meconopsis integrifolia
Meconopsis integrifolia är en vallmoväxtart. Meconopsis integrifolia ingår i släktet bergvallmor, och familjen vallmoväxter.

## Underarter
Arten delas in i följande underarter:
- M. i. integrifolia
- M. i. lijiangensis
- M. i. uniflora